# Michael York

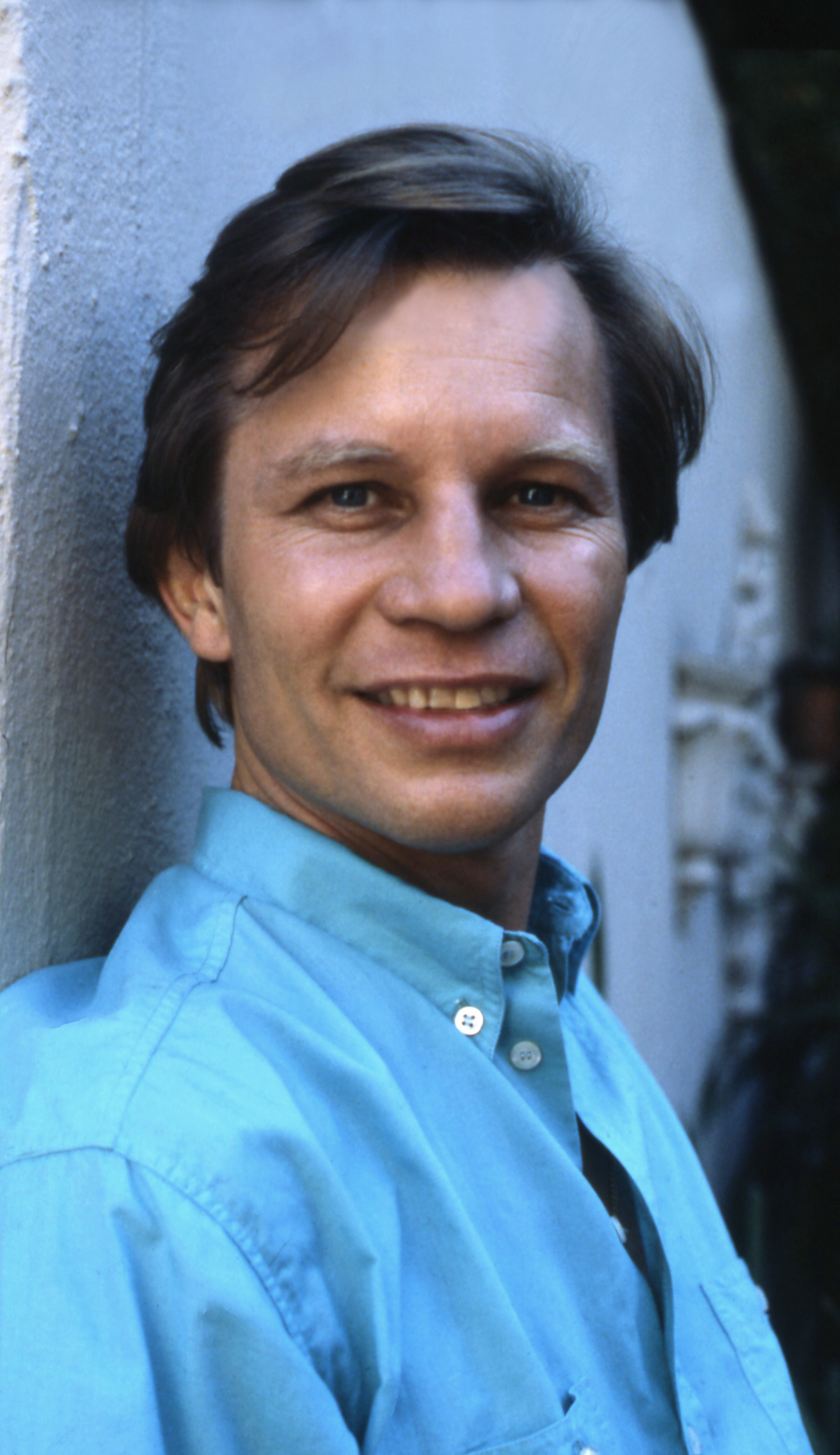
Michael York (1986)

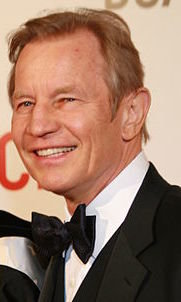
Michael York (2008)

Michael York, OBE (* 27. März 1942 in Fulmer, Buckinghamshire; eigentlich Michael Hugh Johnson) ist ein britischer Schauspieler. In den 1970er Jahren wurde York als Darsteller in jugendlichen Heldenrollen populär. Zu seinen bekanntesten Filmen zählen  Cabaret, Die drei Musketiere, Flucht ins 23. Jahrhundert und Austin Powers.

## Leben und Werk
Michael York wurde als Sohn eines Geschäftsmannes und einer Musikerin geboren. Er war schon als Jugendlicher Mitglied im National Youth Theatre von England. Anfang der 1960er Jahre studierte er an der Universität Oxford und nahm dort ebenfalls Schauspielunterricht. Nach seinem Abschluss in Oxford arbeitete der Schauspieler zunächst am schottischen Theater in Dundee, ehe York dann an Laurence Oliviers Nationaltheater in London wechselte. Dort arbeitete er mit dem italienischen Regisseur Franco Zeffirelli zusammen, der ihm dann auch 1967 in der Shakespeare-Verfilmung Der Widerspenstigen Zähmung seine erste Filmrolle gab. Sein zweiter Film mit Zeffirelli sollte sein internationaler Durchbruch werden: Er spielte in Romeo und Julia 1968 den „Tybalt“. Seine erste wichtige Fernsehrolle übernahm er 1967 in einer Verfilmung von John Galsworthys Forsythe-Saga.
Den Höhepunkt seiner Karriere erreichte York in den 1970er Jahren. Nachdem er schnell populär geworden war, übernahm er 1972 die männliche Hauptrolle in Bob Fosses Musical-Film Cabaret an der Seite von Liza Minnelli. Dieser Film wurde mit acht Oscars ausgezeichnet. Seinen wohl bekanntesten Part spielte er 1973/74 als D’Artagnan in der zweiteiligen Verfilmung Die drei Musketiere/Die vier Musketiere – Die Rache der Mylady des gleichnamigen Romans von Alexandre Dumas unter der Regie von Richard Lester, die sich als so populär erwies, dass sie 1989 eine Fortsetzung mit einem weitgehend gleichen Cast inklusive York nach sich zog. Ebenfalls 1973 absolvierte er sein Debüt am Broadway im Stück Out Cry. Er spielte als Graf Andrenyi in der starbesetzten Agatha-Christie-Verfilmung Mord im Orient-Expreß (1974) und übernahm die Heldenrolle des „Logan 5“ im Science-Fiction-Film Flucht ins 23. Jahrhundert (1976) unter Regie von Michael Anderson. Im Fernsehen war York in den 1970er Jahren in wenigen ausgewählten, aufwendigen Produktionen zu sehen: 1974 verkörperte er die Hauptrolle des Pip in der Charles-Dickens-Adaption Große Erwartungen, drei Jahre später trat er in Zeffirellis Bibelverfilmung Jesus von Nazareth als Johannes der Täufer auf.
In den 1980er Jahren fanden sich für York jedoch kaum noch wichtige Kinorollen und er wandte sich vermehrt Fernsehproduktionen zu, beispielsweise Gesetz des Terrors und Unter der Sonne Kaliforniens. Auch drehte er vermehrt im europäischen Spielfilm. So übernahm er etwa 1987 im deutschen Kriminalfilm Der Joker an der Seite von Peter Maffay eine Rolle. Später drehte er abermals für deutsche Produktionen: 1996 sowie nochmals 2008 war er in zwei Filmen der deutschen Rosamunde-Pilcher-Fernsehreihe zu sehen.
In den 1990er Jahren konnte York mit einigen Auftritten am Broadway wieder am Theater Erfolge verzeichnen. Ab 1997 spielte York in drei Filmkomödien um den skurrilen Geheimagenten „Austin Powers“ die Rolle des Geheimdienstchefs Basil Exposition, dem Vorgesetzten von Austin Powers. In den Jahren 2003 und 2004 stand York für die erfolgreiche US-Fernsehserie Gilmore Girls in der Rolle des Yale-Professors „Asher Fleming“ vor der Kamera. In den 2000er Jahren fungierte York auch immer häufiger als Erzähler von Hörbüchern sowie Dokumentationen (unter anderem Biografien über Alexander Hamilton, Orson Welles, William Powell). Er leiht seine Stimme auch Gastrollen in Zeichentrickserien wie Die Simpsons, Family Guy oder Star Wars. Seit 2017 spricht er in der Zeichentrickserie Die Simpsons die wiederkehrende Rolle des Tierarztes Dr. Lionel Budgie.

## Privates
Michael York ist seit 1968 mit der Fotografin Patricia McCallum verheiratet. Er ist dadurch der Stiefvater des Filmproduzenten Rick McCallum. 1991 erschien seine Autobiografie unter dem Titel Accidentally on Purpose.
Im Jahr 2013 machte York publik, dass er 2009 mit der Blutkrankheit Amyloidose diagnostiziert wurde. Durch eine erfolgreiche Stammzellentransplantation konnte 2012 die in vielen Fällen innerhalb weniger Jahre tödliche Krankheit bei ihm behandelt werden. Trotzdem ist seine schauspielerische Tätigkeit seitdem eingeschränkt. Mit öffentlichen Auftritten sowie seinem 2018 veröffentlichten Buch The Readiness Is All versucht er, die öffentliche Aufmerksamkeit auf die wenig bekannte Krankheit zu lenken. York und seine Ehefrau verkauften 2022 ihre Villa in Los Angeles, in der sie seit den 1970er Jahren lebten, um in die Nähe einer Klinik in Minnesota zu ziehen, die sich auf die Behandlung von Amyloidose spezialisiert hat.

## Auszeichnungen
- 1978: Nominierung für den Saturn Award in der Kategorie Bester Schauspieler für The Island of Dr. Moreau
- 1997: Ernennung zum Officer of the British Empire (OBE) für seine Verdienste um das britische Theater
- 2002: Stern auf dem Hollywood Walk of Fame (Kategorie Film)
- 2009: Satellite Awards – Mary Pickford Award für sein Lebenswerk

## Filmografie (Auswahl)

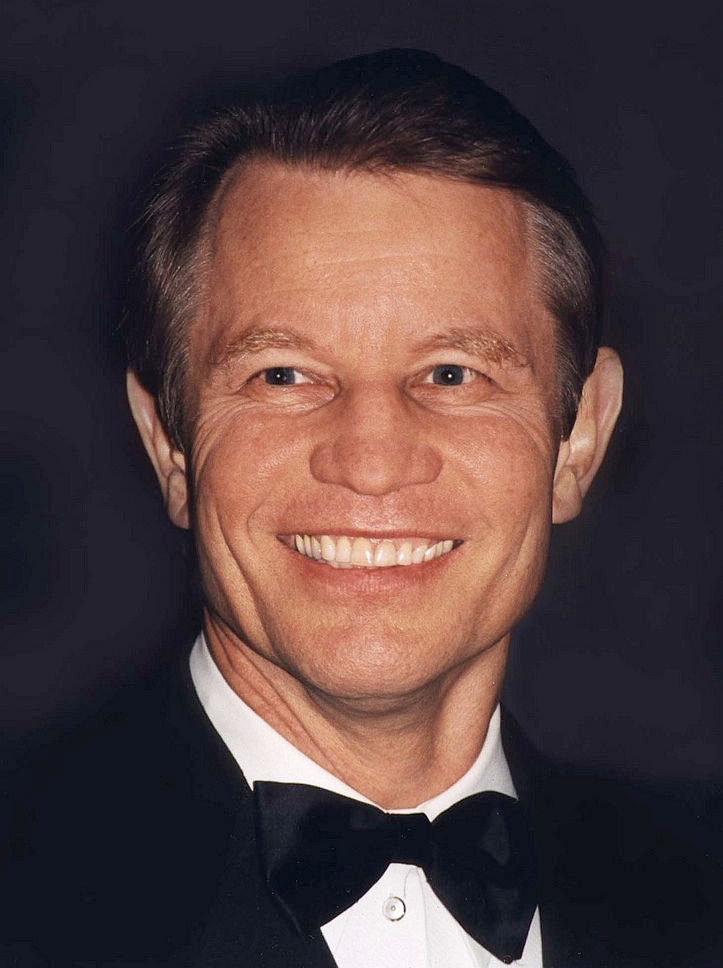
Michael York (1999)

### Kino
- 1967: Accident – Zwischenfall in Oxford (Accident)
- 1967: Der Widerspenstigen Zähmung (The Taming of the Shrew)
- 1967: Liebesbekenntnisse (Liefdesbekentenissen)
- 1968: Romeo und Julia (Romeo and Juliet)
- 1968: Alfred der Große – Bezwinger der Wikinger (Alfred the Great)
- 1969: Alexandria – Treibhaus der Sünde (Justine)
- 1970: Something for Everyone
- 1971: Zeppelin – Das fliegende Schiff (Zeppelin)
- 1971: Drei auf der Flucht (La Poudre d’escampette)
- 1972: Cabaret
- 1973: Der verlorene Horizont (Lost Horizon)
- 1973: Die drei Musketiere (The Three Musketeers)
- 1974: Mord im Orient-Expreß (Murder on the Orient Express)
- 1974: Die vier Musketiere – Die Rache der Mylady (The Four Musketeers)
- 1975: Die Schande des Regiments (Conduct Unbecoming)
- 1976: Flucht ins 23. Jahrhundert (Logan’s Run)
- 1977: Die Insel des Dr. Moreau (The Island of Dr. Moreau)
- 1977: Drei Fremdenlegionäre (The Last Remake of the Beau Geste)
- 1978: Fedora
- 1979: Bei Nacht und Nebel (The Riddle of the Sands)
- 1979: Der Furchtlose/Geheimcode Intrepid (A Man Called Intrepid)
- 1980: Der eiserne Vorhang – Wenn der KGB versagt... (Final Assignment)
- 1981: Buana – Die weißen Löwen von Timbawati (The White Lions)
- 1983: Der Schrei nach Leben (For Those I Loved)
- 1984: Success Is the Best Revenge
- 1985: Das Morgengrauen (L’aube)
- 1987: Der Joker
- 1988: Killing Blue
- 1988: Off Balance – Der Tod wartet in Venedig (Un delitto poco comune)
- 1989: Die Rückkehr der Musketiere (The Return of the Musketeers)
- 1991: Das Leben der Eline Vere (Eline Vere)
- 1992: The Long Shadow
- 1993: Sargasso Sea – Im Meer der Leidenschaft (Wide Sargasso Sea)
- 1994: Diskretion garantiert (Discretion Assured)
- 1995: Gospa
- 1995: Mit Vollgas in King Arthurs Tafelrunde (A Young Connecticut Yankee in King Arthur’s Court)
- 1995: Not of This Earth
- 1997: Dark Planet
- 1997: Austin Powers – Das Schärfste, was Ihre Majestät zu bieten hat (Austin Powers: International Man of Mystery)
- 1997: True Women
- 1998: Teuflische Engel (Perfect Little Angels)
- 1998: Leslie Nielsen ist sehr verdächtig (Wrongfully Accused)
- 1998: Studio 54 (54)
- 1998: Manche mögens anders (The Treat)
- 1998: Ein Ritter in Camelot (A Knight in Camelot)
- 1999: Austin Powers – Spion in geheimer Missionarsstellung (Austin Powers: The Spy Who Shagged Me)
- 1999: Omega Code
- 2000: Borstal Boy
- 2001: Megiddo – Das Ende der Welt (Megiddo 2)
- 2002: Austin Powers in Goldständer (Austin Powers in Goldmember)
- 2004: Moscow Heat
- 2009: Transformers – Die Rache (Revenge of the Fallen) (nur Stimme)
- 2011: Die Mühle und das Kreuz (Młyn i krzyż)

### Fernsehen
- 1967: Die Forsyte Saga (The Forsyte Saga); (Fernsehserie)
- 1974: Die großen Erwartungen (Great Expectations; Fernsehfilm)
- 1977: Jesus von Nazareth (Gesù di Nazareth; Fernseh-Miniserie, 2 Folgen)
- 1979: Der Furchtlose (A Man Called Intrepid; Fernseh-Miniserie, 3 Folgen)
- 1983: Das Phantom von Budapest (The Phantom of the Opera; Fernsehfilm)
- 1983: So spielt das Leben (The Weather in the Streets; Fernsehfilm)
- 1985: Space – Der Mensch greift nach den Sternen (Space; Fernseh-Miniserie, 5 Folgen)
- 1986: Gideons Schwert (Sword of Gideon; Fernsehfilm)
- 1987–1988: Unter der Sonne Kaliforniens (Fernsehserie, 8 Folgen)
- 1988: Das Geheimnis der Sahara (Il segreto del Sahara; Fernseh-Mehrteiler)
- 1991: Duell der Leidenschaften (Duel of Hearts; Fernsehfilm)
- 1991: Das Mädchen aus der Stadt (Fernsehserie, Episode „Der Wassergeist“)
- 1995–1996: seaQuest DSV (Fernsehserie, 3 Folgen)
- 1996: Babylon 5 (Fernsehserie, 1 Folge)
- 1996: Rosamunde Pilcher – September (Fernsehfilm)
- 1997: Ripper – Der Schlitzer (The Ripper; Fernsehfilm)
- 1997: Sliders – Das Tor in eine fremde Dimension als Dr.Vargas (Staffel 03 Folge 25)
- 2002: Lass es, Larry! (Curb Your Enthusiasm; Fernsehserie, 4 Folgen)
- 2003–2004: Gilmore Girls (Fernsehserie, 4 Folgen)
- 2004: Lady Musketier – Alle für Eine (Fernseh-Miniserie; La Femme Musketeer, 2 Folgen)
- seit 2006: Die Simpsons (Fernsehserie, 5 Folgen) (nur Stimme)
- 2006: Criminal Intent (Fernsehserie, Episode „Blondinen bevorzugt“)
- 2008: Rosamunde Pilcher: Vier Jahreszeiten (Fernseh-Vierteiler)
- 2009: Star Wars: The Clone Wars (Fernsehserie, 2 Folgen) (nur Stimme)
- 2010: Family Guy (Fernsehserie, 1 Folge) (nur Stimme)
- 2010: How I Met Your Mother (Fernsehserie, 1 Folge)